# Nazionale femminile di hockey su prato della Germania
La nazionale di hockey su prato femminile della Germania è la squadra femminile di hockey su prato rappresentativa della Germania ed è posta sotto la giurisdizione della Deutscher Hockey Bund.

## Partecipazioni

### Mondiali
- 1974 – 3º posto
- 1976 – Campione
- 1978 – 2º posto
- 1981 – Campione
- 1983 – 4º posto
- 1986 – 2º posto
- 1990 – 8º posto
- 1994 – 4º posto
- 1998 – 3º posto
- 2002 – 7º posto
- 2006 – 8º posto
- 2010 – 4º posto
- 2014 – 8º posto
- 2018 – 5º posto

### Olimpiadi
- 1980 – non partecipa
- 1984 – 2º posto
- 1988 – 5º posto
- 1992 – 2º posto
- 1996 – 6º posto
- 2000 – 7º posto
- 2004 – Campione
- 2008 – 4º posto
- 2012 – 7º posto
- 2016 – 3º posto

### Champions Trophy
- 1987 – non partecipa
- 1989 – 3º posto
- 1991 – 4º posto
- 1993 – 3º posto
- 1995 – 4º posto
- 1997 – 2º posto
- 1999 – 3º posto
- 2000 – 2º posto
- 2001 – non partecipa
- 2002 – non partecipa
- 2003 – non partecipa
- 2004 – 2º posto
- 2005 – 5º posto
- 2006 – Campione
- 2007 - 3º posto
- 2008 - 2º posto
- 2009 - 4º posto

### EuroHockey Nations Championship
- 1984 – 3º posto
- 1987 – 4º posto
- 1991 – 2º posto
- 1995 – 3º posto
- 1999 – 2º posto
- 2003 – 3º posto
- 2005 – 2º posto
- 2007 – Campione